# السياسة الخارجية النسوية

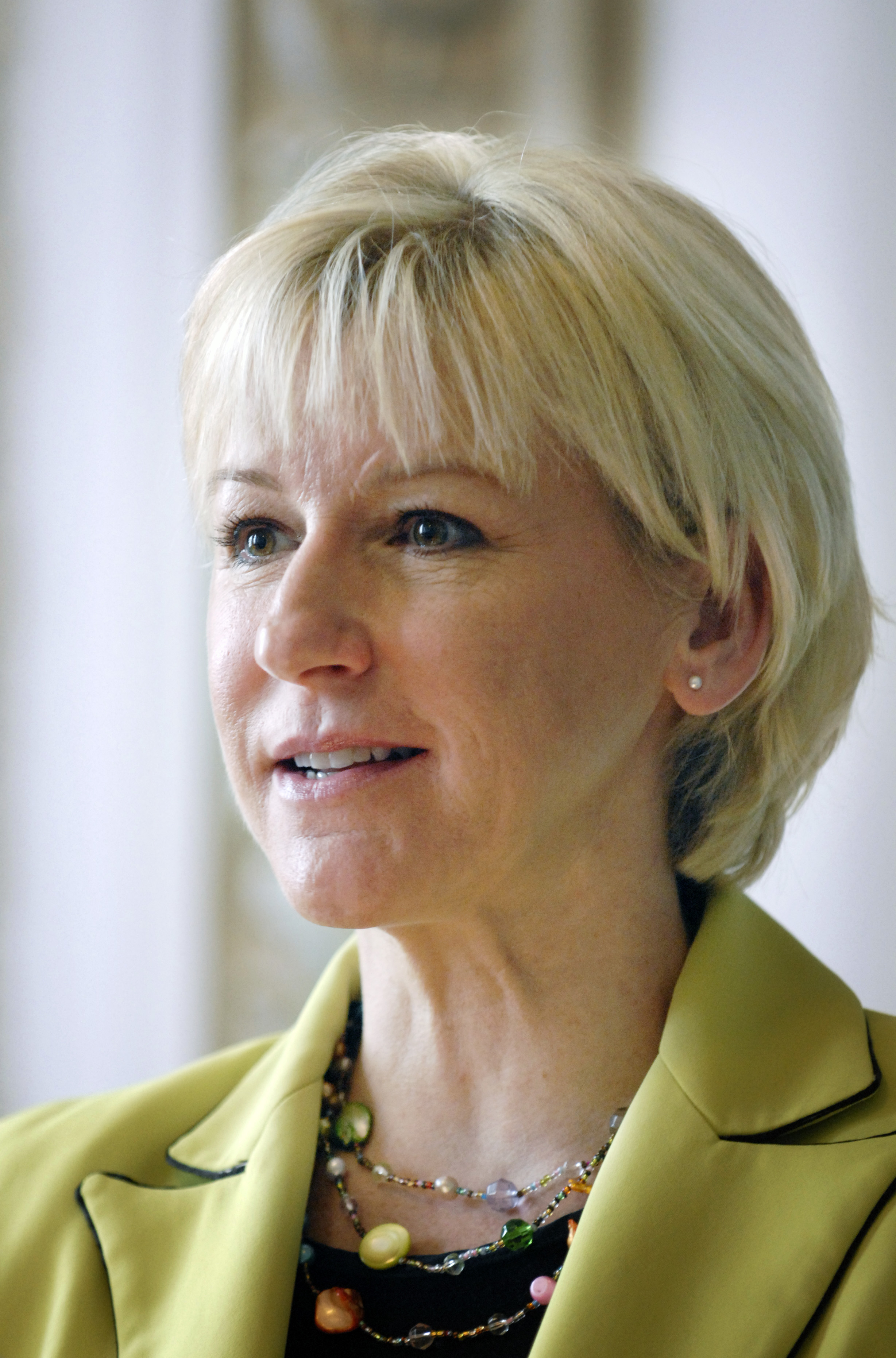
مارجوت فالستروم مفوضة الاتحاد الأوروبي في السويد

الدبلوماسية النسوية، أو السياسة الخارجية النسوية، هي مفهوم يدعو الدولة إلى تعزيز القيم والممارسات المناسبة لتحقيق المساواة بين الجنسين، وضمان تمتع جميع النساء بحقوقهن الإنسانية، من خلال العلاقات الدبلوماسية. وبدأت هذه الممارسة مارغو والستروم، وزيرة الخارجية السويدية السابقة.
تغلب السياسة الخارجية النسوية على مساعدات التنمية، فيمكن للتمويل أن يستهدف ويحفز البرامج التي تعطي الأولوية للمساواة بين الجنسين. وهي منتشرة أيضًا في الدبلوماسية عندما تهدف إلى تحقيق المساواة بين الجنسين في عدد مناصب السفراء.
تشمل أهداف السياسة الخارجية النسوية (على سبيل المثال لا الحصر):
- محاربة العنف الجنسي والعنف القائم على نوع الجنس.[4]
- تعليم النساء والفتيات وتعليم الرجال والفتيان.
- التحرر الاقتصادي للمرأة في جميع أنحاء العالم.[5]
- إشراك المرأة في السياسة وصنع القرار.
- إشراك المرأة في المفاوضات ومعاهدات السلام.

وفقًا لما ذكرته مارغو والستروم، فإن إشراك المرأة في مفاوضات السلام يزيد من احتمالات نجاحها واحترامها. وثبت أن إشراك المرأة في مفاوضات السلام له هذه الآثار الإيجابية. في الواقع كشف تحليل إحصائي لمئة واثنين وثمانين اتفاقية سلام موقعة بين عامي 1989 و2011 أن اتفاقيات السلام التي تشارك فيها النساء «من المرجح أن تستمر بنسبة 35% لمدة خمسة عشر عامًا».

## الانتشار في العالم
منذ مايو 2011، وافقت 45 دولة والاتحاد الأوروبي على اتفاقية إسطنبول، وهي معاهدة لحقوق الإنسان من مجلس أوروبا، تهدف إلى منع العنف، وحماية الضحايا، ووضع حد لإفلات مرتكبي الجرائم من العقاب. والمساواة بين الجنسين هي أحد الأهداف السبعة عشر للتنمية المستدامة التي حددتها الأمم المتحدة في عام 2015. ولتحقيق هذا الهدف الشامل الواسع، وُضعت أهداف محددة. من بينها، الهدف 5.5 وهو:
«ضمان المشاركة الكاملة والفعالة للمرأة وتكافؤ الفرص للقيادة على جميع مستويات صنع القرار في الحياة السياسية والاقتصادية والعامة».
من أجل تحقيق هذا الهدف، فإن المؤشرات الموضوعة هي:
- 5.5.1: نسبة المقاعد التي تشغلها النساء في البرلمانات الوطنية والحكومات المحلية.
- 5.5.2: نسبة النساء في المناصب الإدارية.

في خطاب ألقاه الأمين العام للأمم المتحدة أنطونيو غوتيريش في 27 فبراير 2020، أكد على أهمية وجود المرأة في مناصب القيادة السياسية في جميع مجالات الحكم:
«لا يتعلق تمثيل المرأة في الحكومة «بقضايا المرأة» النمطية مثل معارضة التحرش الجنسي أو التشجيع لرعاية الأطفال. تدفع النساء في الحكومة التقدم الاجتماعي وإحداث تغييرات ذات مغزى في حياة الناس. ومن المرجح أن تدافع المرأة عن الاستثمار في التعليم والصحة؛ والسعي إلى التوافق في الآراء بين الأحزاب وإلى أرضية مشتركة. فعندما تكون أعداد النساء كبيرة، تزداد احتمالية أن تبتكر الحكومات وتتحدى المعتقدات الراسخة. بعبارة أخرى، تعمل النساء في السياسة على إعادة تعريف السلطة وإعادة توزيعها. ليس من قبيل المصادفة أن الحكومات التي تعيد تحديد الناتج المحلي الإجمالي ليشمل الرفاهية والاستدامة تقودها النساء. إنها الرياضيات البسيطة.»

### الاتحاد الأوربي
احتلت قضية التمثيل المتساوي صدارة جدول الأعمال الأوروبي خلال العامين الماضيين. وأصبحت الرئيسة الحالية للمفوضية الأوروبية، أورسولا فون دير لاين، أول امرأة تشغل هذا المنصب في عام 2019، الأمر الذي جعل التوازن بين الجنسين حجر الزاوية في رئاستها. منذ سبتمبر 2020 وهيئة المفوضين تتألف من 13 أنثى و14 عضوًا من الذكور.

في مارس 2020 قدمت المفوضية الأوروبية إستراتيجية المساواة بين الجنسين للفترة 2020-2025، والتي حددت سلسلة من الإجراءات الرئيسية من أجل ضمان منظورٍ متساوٍ في جميع جوانب مجالات سياسة الاتحاد الأوروبي. وهو ما أشارت إليه رئيسة المفوضية الأوروبية أورسولا فون دير لاين:
«المساواة بين الجنسين هي مبدأ أساسي من مبادئ الاتحاد الأوروبي، لكنها لم تصبح حقيقة واقعة بعد. وفي مجال الأعمال والسياسة والمجتمع ككل، لا يمكننا أن نصل إلى كامل إمكانياتنا إلا إذا استخدمنا كل مواهبنا وتنوعنا. باستخدام نصف السكان فقط، فإن نصف الأفكار أو نصف الطاقة ليست جيدة بما فيه الكفاية.»
في الدائرة الأوروبية للشؤون الخارجية، وهي الوكالة الرئيسية المسؤولة عن السياسة الخارجية الأوروبية، تشغل النساء فقط 31.3% من مناصب الإدارة الوسطى، و26% من المناصب الإدارية العليا، مقارنة بنسبة 40% في المفوضية الأوروبية والبرلمان الأوروبي.
في أكتوبر 2020 وافق البرلمان الأوروبي على تقرير يحث على المساواة بين الجنسين في السياسة الخارجية للاتحاد الأوروبي، وأيده 477 عضوًا، و112 كانوا ضده، و94 كانوا غائبين. ودعا التقرير إلى تخصيص نسبة للنساء لا تقل عن 50 في المئة في جميع مناصب صنع القرار، و85 في المئة من المساعدة الإنمائية للاتحاد الأوروبي للبرامج التي تدعم على وجه التحديد المساواة بين الجنسين.
فيما يتعلق بمنصب الممثل السامي للاتحاد الأوروبي للشؤون الخارجية والسياسة الأمنية، فقد حمل ثلاثة أفراد هذا اللقب منذ إنشائه بموجب معاهدة لشبونة في عام 2009، وهما امرأتان: كاثرين أشتون (2009-2014) وفيديريكا موغيريني (2014-2019).
في نوفمبر 2019 أصبحت كريستين لاغارد أول امرأة تتولى رئاسة البنك المركزي الأوروبي.

### فرنسا
كانت سوزانا بوريل أول امرأة تحصل على لقب دبلوماسية في فرنسا، فاجتازت امتحان القبول في وزارة الخارجية الفرنسية في عام 1930. على الرغم من اجتيازها الامتحان، مُنعت من دخول العديد من الأقسام المخصصة للرجال. كانت مارسيل كامبانا أول امرأة تصبح سفيرة لفرنسا عام 1972، وعملت في بنما.
في العام التالي، بدأ عدد النساء العاملات في مجال الدبلوماسية في الازدياد، لكنهن ما زلن يحصلن على مناصب متواضعة. خلال الثمانينيات والتسعينيات من القرن العشرين، كانت غالبية الدبلوماسيات اللاتي يمثلن فرنسا يُعينّ في دول معتدلة القوة أوفي دول لا تتمتع بعلاقات مميزة مع الدولة الفرنسية. تمثل الشؤون الأوروبية استثناءً فيمكن للمرأة الفرنسية الوصول إلى مناصب مهمة. فمثلًا: انتخِبت سيمون فاي، ونيكول فونتين كرئيستين للبرلمان الأوروبي. شغلت كل من كريستيان سكريفينر وإديث كريسون منصب المفوض الأوروبي.
رُشحت امرأة وهي ميشال آليو ماري لمنصب وزيرة لوزارة الدفاع المعروفة باسم وزارة القوات المسلحة، ولوزارة الخارجية على التوالي في عامي 2002 و2010. وهي ما تزال المرأة الوحيدة التي شغلت منصب وزيرة الخارجية.
في مايو 2017 أعلن الرئيس الفرنسي إيمانويل ماكرون المساواة بين الجنسين باعتبارها ركنًا أساسيًا لرئاسته. تعهدت حكومته بتقديم 120 مليون يورو للوكالة الفرنسية للتنمية، وهي أموال تهدف إلى مساعدة الحركات النسائية والمنظمات غير الحكومية للنضال من أجل المساواة بين الجنسين في جميع أنحاء العالم.
في 13 مارس 2018 وخلال افتتاح الدورة الثانية والستين للجنة الأمم المتحدة المعنية بوضع المرأة، أعلنت مارلين شيبا، وزيرة الدولة لشؤون المساواة بين الجنسين، أن فرنسا تريد إعطاء الأولوية لقضايا المساواة بين الجنسين في العالم. وأعلنت أن 50% من تمويل مساعدات التنمية سيستهدف مشاريع لصالح المساواة بين الفتيات والفتيان قبل عام 2022، وتمويلًا إضافيًا قدره 10 ملايين يورو لصالح مبادرة «هي تقرر»، التي تناضل من أجل الصحة والحقوق الجنسية والإنجابية.
في مارس 2019 نشرت مارلين شيبا ووزير الخارجية جان إيف لودريان، افتتاحية في صحيفة ليبراسيون، أعلنا فيها أن سعي فرنسا لتحقيق المساواة بين الجنسين يجب أن يقود الطريق لتحقيق المساواة بين الجنسين في العالم.
في غضون ذلك، ما تزال النساء تمثلن أقلية في الدبلوماسية الفرنسية. بحلول مارس 2019، كان ربع الدبلوماسيين الفرنسيين فقط من النساء.